# Saint-Astier (Dordonha)
Saint-Astier é uma comuna francesa na região administrativa da Nova Aquitânia, no departamento Dordonha. Estende-se por uma área de 34,14 km². Em 2010 a comuna tinha 5 517 habitantes (densidade: 161,6 hab./km²).